# MC Roger
Rogério Dinis (natural de Maputo), mais conhecido como MC Roger, é um cantor moçambicano de reggaeton e pandza, que foi também apresentador do programa de televisão Músicas d'África da RTP. Seu primeiro álbum, Moçambique minha Paixão (1997), rendeu-lhe um disco de prata, depois conquistou três discos de ouro com álbuns subsequentes, muitos em parceria com Mr. Arssen. Uma particularidade do músico é que sempre se recusou a divulgar a sua idade.
MC Roger revelou-se como estrela da música moçambicana, na sua aparição no hit "O que está a dar" ao lado do rapper Ziqo da Silva Maboazuda. Lançou 10 álbuns e diversos vídeos.
A sua obra discográfica conta com a participação de diversos ícones da música nacional como o Doppaz, Mr Arssen e muitos outros.

## História
Com a emigração da sua mãe para Portugal em 1969, Rogério Dinis vai viver com os avós na Ilha da Inhaca. Aos 12 anos retorna à cidade de Maputo para continuar os seus estudos. De Maputo, vai ao encontro de sua mãe a Portugal já lá estabelecida e é lá onde nasce o interesse pelo mundo da televisão.
Volvidos três anos em terras lusas regressa para Moçambique afim de realizar o sonho de tentar a sorte em televisão. Lugar onde entra para a então TVE (actual TVM) por via de João Ribeiro (actual realizador na STV) para o Programa Espaço Aberto, primeiro como apresentador. Com a saída do João Ribeiro, Rogério Dinis assume as rédeas do programa. Estamos nos anos 80 e ele foi o primeiro a introduzir o Kwassa Kwassa nos programas da TVE e também o rap americano.
Sob influência de músicas de cantores como Michael Jackson e Tupac Shakur, nasce o seu interesse pela música.
A sua entrada para o mundo da música dá se pela mão de Zema, que depositou confiança nele, ainda que perplexo com a visão e ideais de Rogério Dinis, nome pelo qual é então conhecido. Estamos na década 90. É nesta altura que Rogério Dinis imbuído por uma estratégia de marketing, decide adoptar o nome artístico de MC Roger. Em 1997 MC Roger lança o seu primeiro CD, Moçambique Minha Paixão, onde figura o seu primeiro sucesso intitulado "Em Maputo me sinto bem".
Lançada a sua primeira obra MC nunca mais para, até porque o primeiro CD vende 10 mil copias correspondentes, conquistando um disco de prata. A seguir arrecada mais três discos de ouro, na sequência de outros dois álbuns nos quais contracena com Mr. Arssen, contacto feito a MC Roger no seguimento do já anunciado sucesso de MC Roger com o título Moçambique minha Paixão.
Depois de produzir alguns álbuns em parceria com Mr. Arssen, este decide-se por uma carreira a solo, acto acarinhado por MC Roger. Ele, MC Roger, prossegue a sua carreira com a actuação a solo no single "Tu és Bela", música que acompanhada do respectivo vídeo gravado em Moçambique e em Portugal, e que vem confirmar um MC Roger seguro e com créditos firmados. Tal se pode comprovar pelos sucessos seguintes, tais como: "Mexe esse Mambo", "Zagaza" e o sucesso de 2007 "Patrão é Patrão".

## Passagem para RTP África
Depois de experiência acumulada na área da apresentação, o cantor e apresentador entra na RTP com um projecto que visa a divulgação da música africana, numa altura em que não existe qualquer programa do género naquele canal do grupo RTP.
Nasce assim o programa Músicas d'África, que apresentou nos seus primeiros anos, em colaboração com Vanessa Figueiredo. O espaço é coordenado pelo Ricardo Mota estando a realização sob responsabilidade de Orlando Elias. A equipa tem contribuído para o sucesso do programa, que conta com bastante audiência nos PALOP's e Portugal.
MC Roger admite que a sua popularidade tenha aumentado com a sua passagem para este canal. É que na RTP MC Roger deixa de ser apenas artista conhecido localmente para se tornar num actor global. Para tal contribuiu bastante o facto de ter dado os primeiros passos na TVM.